# Juan Arce de Otálora
Juan de Arce de Otálora (Valladolid 1515-1520 – Valladolid,1-11-1562) fue un jurista, que llegó a ser oidor de las Chancillerías de Granada y Valladolid. José Luis Madrigal le ha atribuido la autoría del Lazarillo de Tormes.

## Biografía
Juan de Arce nació en Valladolid entre 1515 y 1520. Fueron sus abuelos paternos Fernán González y Leonor de Arce y los maternos Juan Pérez de Otálora (natural de Azpeitia y escribano de la Real Chancillería de Valladolid, muerto hacia 1500) y Teresa Fernández. Sus padres se llamaron Pedro de Arce (mozo de cámara de la Reina Católica fallecido entre 1553 y 1559) e Isabel de Otálora. Licenciado en Leyes por Salamanca, Juan de Arce fue colegial del Colegio del Arzobispo de tal ciudad, donde, siendo rector de esta institución, pronunció un Sermón burlesco en las Navidades de 1550. Posiblemente, un año después, cuando se disponía a marchar como fiscal de la Chancillería de Granada, contrajo matrimonio con Isabel de Saavedra (o Sayavedra), hija de Diego de Jaén, caballero con casas principales en Toro. De este enlace nacerán, al menos, tres hijos: Pedro, Isabel, que será religiosa dominica en el monasterio de Sancti Spiritus, de Toro, y Mariana (o como monja ¿Felipa?), también dominica, en el monasterio de Santa Catalina de Siena, de Valladolid. En Granada, donde llegó a ser oidor de la Chancillería, publicó en 1553 el libro sobre hidalguía De nobilitatis & immvnitatis Hispaniae cavsis…deque regalium tributorum … iure, ordine, iudicio & excusatione summa, seu tractatus. 
En 1554, regresa a su ciudad natal con su familia y, el 21 de mayo de ese año, como ha probado M.ª Isabel Lorca, toma posesión de su cargo como oidor en la Real Chancillería de Valladolid. Viudo de su primera esposa, contrae, hacia 1556, un segundo matrimonio con Catalina de Balboa, viuda de Diego de la Dehesa (fallecido en noviembre de 1552) y madre de tres niñas (Isabel, Mariana y Catalina de la Dehesa). Del matrimonio Arce-Balboa nacerá Diego Arce de Otálora. Según Narciso Alonso Cortés, Juan de Arce muere el 1 de noviembre de 1562, se entiende que en Valladolid y «bien mozo», conforme dejó escrito su nieto de igual nombre. Su segunda esposa le sobrevivió treinta años hasta, por lo menos, el 9 de octubre de 1592, día en que la señora otorgó su testamento en Valladolid. Arce dejó inéditos Los coloquios de Palatino y Pinciano. José Luis Madrigal le atribuyó, en 2008, la autoría del Lazarillo de Tormes.